# Benoît Gonod

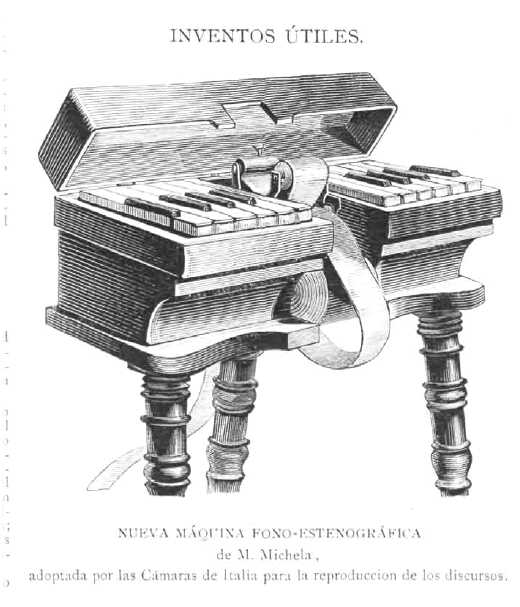
Stenoschrijfmachine van professor Michela Zucco

Benoît Gonod (Artemare, 12 september 1792 – Clermont-Ferrand, 14 februari 1849) was een leraar klassieke talen en bibliothecaris in de streek Auvergne in Frankrijk. Hij was de uitvinder van het eerste toestel voor stenografie.

## Levensloop
De classicus Gonod was afkomstig van het departement Ain, waar hij leraar werd in Belley. Vanaf 1815 was hij leraar in het College van Clermont-Ferrand, in het departement Puy-de-Dôme. Hij gaf les in klassieke talen doch ook in mechanica, welsprekendheid en kosmografie. Naast de lessen ging zijn aandacht naar archiefstukken, waarin hij de geschiedenis en het Auvergnat, de lokale taal van Auvergne, bestudeerde. Hij moedigde anderen aan te publiceren in het Auvergnat.
In 1827 ontwierp hij het eerste prototype van een stenoschrijfmachine. Het was uiteindelijk de Italiaanse professor Antonio Michela Zucco die het toestel uitwerkte en brevetteerde. 
Vanaf 1827 was Gonod werkzaam als stadsbibliothecaris in Clermont-Ferrand. Hij stichtte de bibliotheek, waaraan hij zijn archiefstukken schonk. Gonod legde er verder een verzameling van prenten en clichés van de Auvergne aan; deze collectie werd genoemd Fonds Auvergne. Vanaf 1845 was hij corresponderend lid van de Académie des sciences, belles-lettres et arts de Savoie, van het buurland Savoye.
Op het graf van hemzelf en zijn echtgenote in Thèdes, een gehucht van Saint-Genès-Champanelle, liet hij een toren optrekken. Op deze tombe staat een opschrift waarin hij zich voorstelde als profondément instruit, plus modeste encore, wat betekent: hoog opgeleid maar nog meer bescheiden.